# زیبه شرورس
زیبه شِرِوِرس (انگلیسی: Siebe Schrijvers؛ زادهٔ ۱۸ ژوئیهٔ ۱۹۹۶) یک بازیکن فوتبال اهل بلژیک است که در پست مهاجم برای باشگاه فوتبال واسلند بوارن در لیگ برتر فوتبال بلژیک بازی می‌کند.
از باشگاه‌هایی که در آن بازی کرده‌است می‌توان به خنک اشاره کرد.